# پوست‌پیازسازی

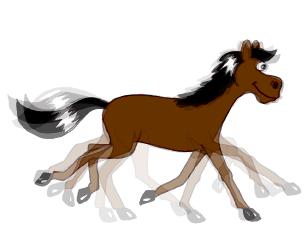
پوست‌پیازی ۷ فریمی این تصویر ۳ فریم قبلی را نشان می‌دهد

پوست‌پیازسازی (به انگلیسی: Onion skinning)، در گرافیک رایانه‌ای دوبعدی، فنی است که در ساخت کارتون‌های پویانمایی و تدوین فیلم برای دیدن چندین فریم به‌طور همزمان استفاده می‌شود. به این ترتیب، پویانماگر (به انگلیسی: animator) یا تدوین‌گر می‌تواند در مورد نحوه ایجاد یا تغییر یک تصویر بر اساس تصویر قبلی در دنباله تصمیم‌گیری کند.
در پویانمایی‌های سنتی، فریم‌های جداگانه یک فیلم در ابتدا روی کاغذ نازک زرورقی روی منبع نور کشیده می‌شدند. پویانماگرها (عمدتاً تصویرگرمیانی‌ها) نقاشی‌های قبلی و بعدی را دقیقاً در زیر نقاشی کار قرار می‌دادند، به طوری که می‌توانستند «در بین» را ترسیم کنند تا حرکتی نرم داشته باشند.
در نرم‌افزارهای کامپیوتری، این اثر با تراشفاف (به انگلیسی: translucent) سازی فریم‌ها و طرح‌ریزی (به انگلیسی: projecting) آن‌ها روی هم حاصل می‌شود.
این افکت همچنین می‌تواند برای ایجاد تاری‌های حرکتی استفاده شود، همان‌طور که در ماتریکس دیده می‌شود زمانی که شخصیت‌ها از گلوله‌ها جاخالی می‌دهند.